# Diokéli
Diokéli is een gemeente (commune) in de regio Kayes in Mali. De gemeente telt 13.100 inwoners (2009).